# Euryphalara mecistocephala
Euryphalara mecistocephala är en tvåvingeart som först beskrevs av Munro 1929.  Euryphalara mecistocephala ingår i släktet Euryphalara och familjen borrflugor.
Artens utbredningsområde är Namibia. Inga underarter finns listade i Catalogue of Life.